# Stångån
Der Stångån ist ein etwa 185 km langer Fluss in Nord-Småland und Süd-Östergötland in Schweden.
Der Fluss entspringt dem See Möckeln (177 m über dem Meer) im Süden der Gemeinde Kinda in Östergötland und fließt zunächst Richtung Südost nach Småland hinein. Hinter Storebro knickt er Richtung Nord ab und führt vorbei an Vimmerby, durch die Seen Krön (104 m über dem Meer) und Juttern (103 m über dem Meer) zurück nach Östergötland. Anschließend führt er durch die Seen Åsunden (86 m über dem Meer), Järnlunden (86 m über dem Meer), Stora Rängen (85 m über dem Meer) und Ärlången (57 m über dem Meer) bis in die Östgöta-Ebene. Dort durchfließt er Linköping und mündet schließlich in den See Roxen (34 m über dem Meer), der wiederum in den Motala ström abfließt. Der Stångån ist nach dem Svartån der zweitgrößte Nebenfluss des Motala ströms.
Das Einzugsgebiet des Stångån ist 2.440 km² groß. Zwischen dem Åsunden und dem Roxen ist der Stångån zum Kinda-Kanal ausgebaut und schiffbar.
Der Stångån hat historisch die Grenzlinie zwischen Süd-Östergötlands zwei Hälften Västanstång und Östanstång gebildet. Hier verlief eine wichtige Handelsstraße.